# Acumulación por exacción financiera
La acumulación por exacción financiera es un concepto desarrollado por Javier Ortega referido al modo de apropiarse, por parte de sujetos dotados de Poder,  del excedente que generan otros sujetos (carentes de Poder) en la economía real. Esta apropiación se realiza través de mecanismos de la economía simbólica y financiera. Se diferencia de los patrones de acumulación por reproducción y acumulación originaria caracterizados por el marxismo. 

## Tipos de acumulación

### Acumulación por Reproducción
En la acumulación por reproducción, el excedente económico es apropiado por el sujeto capitalista, que es el que detenta el poder por su relación (de propiedad o gerenciamiento) con los medios de producción tierra y capital.  Sobre la base de esta ventaja, el capitalista organiza las tareas de los trabajadores dándole a cambio un salario. Trabajo que se aplicara a la tierra (capital natural) o al capital físico construido o capital intangible (servicios). Por medio de este trabajo aplicado, se generará una mercancía que será capaz de satisfacer alguna necesidad humana. 
El capitalista entonces se hará del excedente a través de un sistema de captura de la plusvalía. El trabajador a través de su acción física e intelectual crea o aumenta el valor de una determinada materia prima, o realiza alguna actividad inmaterial (servicio). Esta materia prima (transformada en un Bien por la acción del trabajador) o el servicio, salen al mercado convertidos en mercancías. Mercancías que alguien necesitará para satisfacer una necesidad y por las cuales alguien pagará. Del pago por esas mercancías creadas por el trabajador, a este último le será dado (en forma de salario o jornal) solo una parte. La otra parte se la apropiará capitalista bajo cuya órbita se desempeñaba el trabajador. Con ella, el capitalista, luego de satisfacer sus necesidades propias, reintroducirá el sobrante con el fin de reiniciar el ciclo productivo de nuevo. Como por ejemplo comprar nueva materia prima, para fabricar nueva mercancía, para venderla nuevamente en el mercado.  Así el capital se reproduce y el capitalista va acumulando a través de la repetición de los ciclos.

### Acumulación Originaria
Esta forma de acumulación es más evolucionada a otra forma que los marxistas denominan acumulación originaria, la que se produce por el desapoderamiento liso y llano a través de procedimientos formalmente violentos de los medios de producción como la tierra cultivable (por ejemplo en Inglaterra cuando el poder feudal despojó al campesinado de sus tierras) o recursos materiales (por ejemplo el saqueo de las riquezas metalíferas por parte de los conquistadores españoles en América).  Incluso el desapoderamiento violento puede alcanzar al mismo hombre en su integridad en el caso de la esclavitud. El valor obtenido de esta apropiación forzosa será el punto de inicio que da lugar a otro tipo de acumulación, el que se da por reproducción y que conlleva mayor complejidad.

### La Acumulación por Exacción Financiera
Para Javier Ortega, además de los modos de acumulación descritos, existe un tercero que está siempre presente e invade todas las relaciones de producción,  intercambio y asignación del excedente en el capitalismo actual. Este tercer modo de acumulación se corporiza en serie de instrumentos,  pero donde más ramplonamente la vemos es en la operatoria de las finanzas especulativas.  Finanzas especulativas que asignan recursos de manera independiente de su producción en la economía real, que es justamente donde estos recursos son generados. 
En la actualidad las finanzas (como simbología abstracta que son)  se desconectan con la economía real que deberían referir y representar. Entiéndase lo siguiente: los flujos de capital financiero han adquirido una lógica distinta de la economía real, esto es, del cuerpo productivo real no simbólico a la que ellas deberían representar, pero de cuya racionalidad se han apartado. Pero esto no es casual. La secesión de las finanzas simbólicas respecto a la productividad real es un efecto querido e instrumentado por el Poder concentrado que lo usa como mecanismo de captura y apropiación de excedentes que producen otros. Esto no ya a nivel de empresa, fábrica o corporación. Esto se da a escala global. Y tiene por sujetos pasivos a la gran mayoría de la población. Es una cuestión de Poder. 
Es por ello que por las transacciones financieras minorías privilegiadas pueden obtener ganancias a pesar de que la producción general se registren pérdidas. Este fenómeno se explica por una forma de acumulación capitalista que va cobrando importancia en este modelo: la acumulación por exacción financiera. 
La posibilidad de que unos pocos puedan obtener ganancias en el virtual mundo de las finanzas a costas de los muchos corre por cuerda separada de la productividad real.  Cuando no responden a lógicas productivas (esto es enviar el capital –dinero-a una actividad fructuosa con potencialidad de satisfacer necesidades) los mecanismos financieros a veces igualmente pueden obtener lucro. Lo que reviste apariencias mágicas. ¿Cómo se ha hecho aparecer esa utilidad, donde se ha creado el excedente, si la producción no ha aumentado? ¿De dónde salió el beneficio mensurable si de hecho no se generó ninguna actividad que satisfaga necesidades humanas?  
Son variadas las operaciones financieras que permiten generar ganancias a través de simples transacciones simbólicas que no satisfacen necesidades materiales de nadie. Por ejemplo el lucro puede obtenerse merced a las fluctuaciones especulativas entre intercambios de instrumentos abstractos, como el que se produce en la compraventa de divisas, o el comercio con títulos que representan deuda soberana de los Estados o privada de las empresas. También a través de préstamos a tasas de interés usurarias y variables. O en operaciones bursátiles tranzando acciones que representan una cuota ideal de una empresa, con una lógica desconectada del rendimiento económico real de la empresa de que se trate.  O con manejos en mercados a futuros o derivativos, operando con expectativas interesadamente inducidas. En otros, los indicadores de la economía financiera que funcionan como referencia de valor,  sobreelevan determinados bienes o activos de la economía real por los que se terminan pagando montos desproporcionadamente altos para adquirirlos. 
Cuando gracias a estas fluctuaciones simbólicas y virtuales surge un actor que se apropia de un excedente que es real,  el esquema semeja a una ecuación suma cero. Esto es, lo que ganan ciertos operadores por medio del arbitraje financiero-simbólico es lo que les están extrayendo a otros actores que fueron quienes produjeron esa ganancia en la economía real, pero fueron desposeídos de ellas. No se ha generado entonces nada nuevo en el arbitraje financiero. Lo único que hizo el arbitraje fue transferir lo ya existente de una mano a otra. Gracias a una compleja institucionalidad del sistema financiero, esto que algunas veces conlleva despojo, puede hacerse por mecanismo desprovistos de violencia formal. Es lo que llamaremos mecanismos de acumulación por exacción financiera.
El sistema de acumulación por exacción financiera, merced a la explosión de las finanzas a nivel global ha ocasionado que las enormes mayorías productoras del excedente sean desapoderadas de él sistemáticamente a través de una institucionalidad montada en complejas arbitraciones financieras, que son operadas por minorías que gozan del manejo de la información. Del Poder político (que nada tiene que ver con el poder político institucional formal). En síntesis, de minorías que pueden derramar su Poder sobre las mayorías recipiendarias. El arbitraje financiero que extrae el excedente requiere de una dimensión de Poder que lo haga posible. Acá no estamos hablando de un accidente o fallas del mercado (Goransky, 2004). Acá hablamos de un esquema de Poder que se ejerce reflexivamente por quienes son sus beneficiarios, y se configuran en extractores de la utilidad que produjeron otros. 
El complejo financiero le permite a las minorías beneficiarias apropiarse de utilidades que ellas no produjeron. Pero esto no es automático. Para ello, las minorías deberán derramar su Poder sobre las mayorías perjudicadas en diversas modalidades. Este poder se vehiculiza (e institucionaliza) en distintas formas. Poniendo en circulación datos e información falsa, sin correlato con la economía real para generar expectativas erróneas (Ej.: Inducir una compra de divisas masiva para lograr una devaluación que licúe salarios y deudas de esas minorías que estén nominadas en moneda nacional). Hegemonizar instalando pautas culturales para que las mayorías desposeídas presten consenso y observen dócilmente conductas que le son perjudiciales (Ej.: Promover el endeudamiento a tasas usurarias para solventar gastos superfluos). O directamente, vía la cooptación del Estado, imponer regulaciones de cumplimiento compulsivo que importan una captura del excedente a favor de las minorías (Ej.: La estatización de deudas privadas).  
Las minorías que manipulan el sistema financiero virtual y abstracto se apropian del excedente que es producido por las mayorías en la economía real y material. Estas transferencias en favor de las minorías se operan siempre a través de la economía simbólica, virtual o financiera. El mecanismo de acumulación que realizan los beneficiarios de estas transferencias permanentes son de exacción y diferentes al sistema de acumulación originaria o por reproducción.
Así los sujetos que dominan las finanzas capturan el excedente producido por el trabajo de otros sujetos, que tienen que forzosamente realizar sus transacciones a través de un sistema financiero que se les impuso y que ellos no controlan. 

#### Definición de la Acumulación por Exacción Financiera
Javier Ortega define a la acumulación por exacción financiera como el despojo que un sujeto (activo con poder) realiza por medio de maniobras de la economía simbólica, en perjuicio de otro sujeto (pasivo sin poder) capturándole el excedente que produjo este último. Los rasgos propios de la acumulación por exacción financiera la diferencian de las acumulaciones por reproducción y originaria son:
a. Que el sujeto activo no ha dirigido, participado ni gerenciado el proceso productivo donde el sujeto pasivo creó el excedente que le desapropiará. 
b. Que el sujeto activo no empleó contra el sujeto pasivo medios formalmente violentos ni antijurídicos para perpetrar el desapoderamiento.